# Yachimata, Chiba
Yachimata (八街市 Yachimata-shi) là một thành phố thuộc tỉnh Chiba, Nhật Bản.